# Vratislav Mynář
Vratislav Mynář (* 23. června 1967 Kyjov) je český podnikatel, bývalý státní úředník, politik a bývalý předseda Strany Práv Občanů ZEMANOVCI (SPOZ). V letech 2013 až 2023 byl vedoucím Kanceláře prezidenta Miloše Zemana a od roku 2006 je zastupitelem městyse Osvětimany.

## Životopis
Mynář vystudoval obor ekonomika a řízení stavebnictví na Fakultě stavební Vysokého učení technického v Brně.
Dne 28. února 2015 se podruhé oženil, když si v Osvětimanech vzal za manželku Alexandru Noskovou, bývalou moderátorku České televize. Přesně za tři měsíce po svatbě (28. května) se manželům předčasně narodil syn Vratislav.
Oslavu svých 50. narozenin zorganizoval na 22. června 2017 v Jižních zahradách Pražského hradu.

## Politická angažovanost
Od roku 2006 je zastupitelem městyse Osvětimany. V letech 2012 až 2013 byl i členem Zastupitelstva Zlínského kraje.
Ve volbách do Poslanecké sněmovny PČR v roce 2013 kandidoval ve Zlínském kraji jako lídr SPOZ, strana však ve volbách neuspěla. Aby se mohl věnovat předvolební kampani, rezignoval na začátku října 2013 na mandát krajského zastupitele. V únoru 2014 byl potvrzen předsedou SPOZ ve Zlínském kraji.
V komunálních volbách v roce 2014 obhájil post zastupitele městyse Osvětimany, když vedl tamní kandidátku SPO. Strana volby v městyse vyhrála (tj. 19,51 % hlasů; 3 mandáty).
Také v komunálních volbách v roce 2018 obhájil post zastupitele městyse Osvětimany, když opět vedl tamní kandidátku SPOZ.
V komunálních volbách v roce 2022 znovu kandidoval do zastupitelstva Osvětiman, tentokrát však z 2. místa kandidátky sdružení nezávislých kandidátů „Osvětimany“. Mandát zastupitele se mu podařilo obhájit.

## Vedoucí kanceláře prezidenta republiky

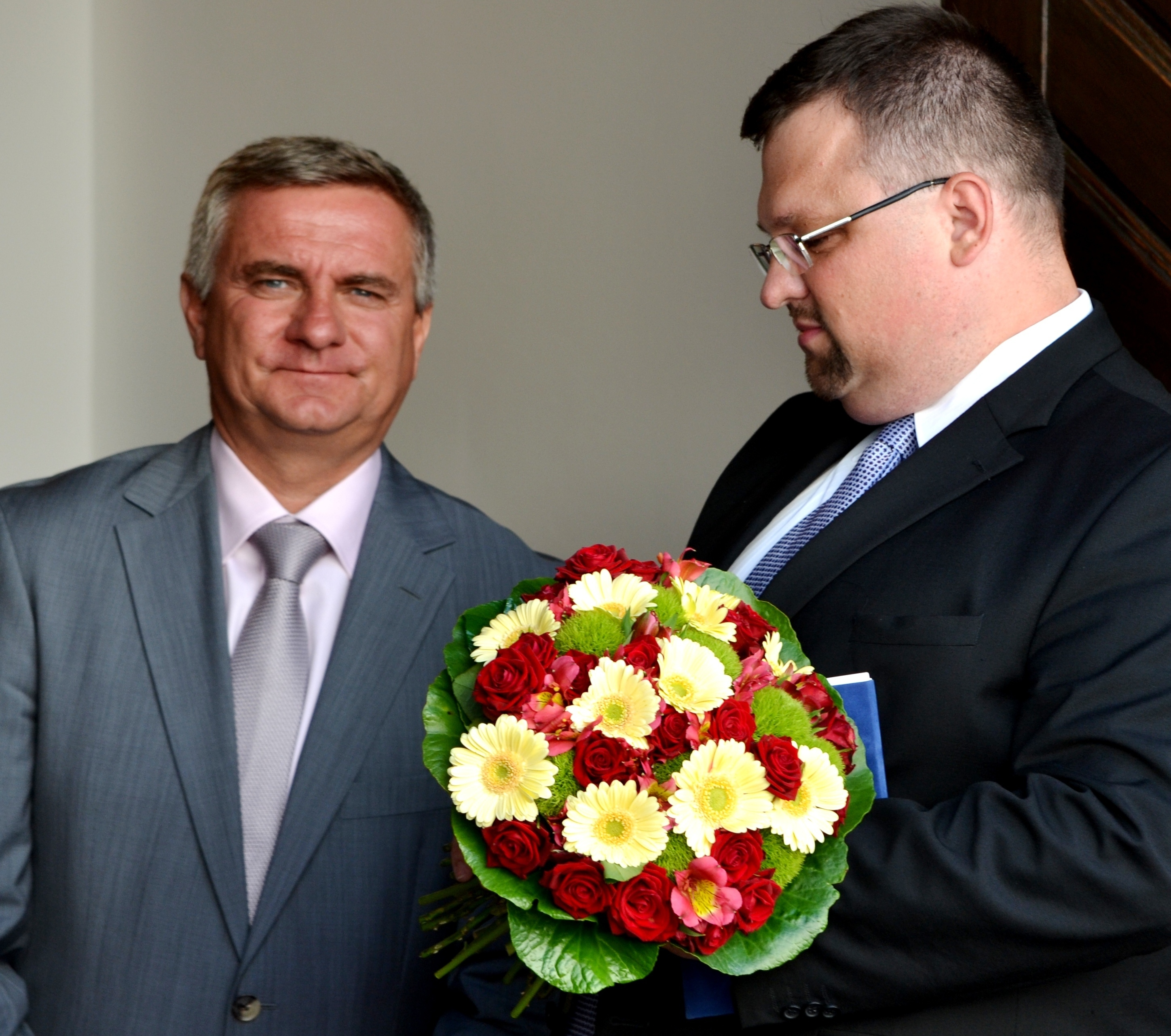
Zleva: Vratislav Mynář a Jindřich Forejt

Dne 14. března 2013 jej prezident Miloš Zeman jmenoval vedoucím Kanceláře prezidenta republiky. Podle Českých novin Mynář uvažoval, že jako předseda SPOZ by roli vedoucího prezidentské kanceláře před parlamentními volbami využil ke zviditelnění této strany. Podle Zemana však tento úřad nemůže být používán k propagaci jakékoli politické strany.

### Klausova amnestie
Již v dubnu 2013 označil Mynář bývalého hradního právníka Pavla Hasenkopfa, spolu s bývalým vedoucím analytického oddělení Hradu Ladislavem Jaklem a bývalým tiskovým mluvčím Václava Klause Petrem Hájkem za spoluautora Klausovy amnestie z ledna 2013. Zeman pak označil Hasenkopfa za autora kontroverzního aboličního článku, na jehož základě byla zastavena stíhání trvající déle než osm let. Brzy po tomto obvinění byl Hasenkopf ze služeb Hradu propuštěn. V listopadu 2013 podal Hasenkopf žalobu na ochranu osobnosti na prezidentskou kancelář, Zemana i Mynáře, kromě „uvedení věci na pravou míru“ žádal od všech žalovaných celkem 1 milion Kč. V srpnu 2014 však sporné strany uzavřely smír, který soud schválil a jehož obsahem bylo pouze společné vyjádření, podle nějž Hasenkopf nebyl jedním z „pravých otců” amnestie. Vypracoval její návrh, ten však nebyl ze strany zaměstnavatele přijat, konečnou verzi amnestie proto nemohl Hasenkopf ovlivnit. Mynář nicméně hned druhý den na mimořádném tiskovém brífinku prohlásil, že prezident republiky žádnou chybu neuznal a že trvá na tom, že Hasenkopf se na přípravě amnestie podílel. Ten na to reagoval prohlášením, že podá na Mynáře trestní oznámení pro pomluvu.

### Bezpečnostní prověrka
Aby mohl v pozici vedoucího kanceláře přistupovat k některým utajovaným dokumentům, potřebuje Mynář bezpečnostní prověrku od Národního bezpečnostního úřadu (NBÚ). Zažádal si o ni však až téměř tři čtvrtě roku po nástupu do funkce, v prosinci 2013. Na začátku roku 2015 vyšlo najevo, že zbytek materiálů k prověrce na stupeň „přísně tajné“ dodal na NBÚ až na konci roku 2014 a tím celou prověrku zdržoval. V září 2015 pak bylo rozhodnuto, že prověrku nezískal, a to bez udání oficiálního důvodu. Prezident republiky Miloš Zeman však uvedl, že Mynáře ve funkci nahradí až ve chvíli, kdy vyčerpá možnosti odvolání.
V lednu 2016 Česká televize zveřejnila informaci, že Národní bezpečnostní úřad zamítl i jeho rozklad, kterým se bránil proti neudělení prověrky. Proto podal správní žalobu na NBÚ k Městskému soudu v Praze, kterou ovšem v lednu 2019 stáhl, protože nevěřil ve spravedlivý a nezávislý soudní proces. Tato nařčení odmítl předseda pražského městského soudu Libor Vávra. V daném období policie rovněž vyhodnotila za neetickou Mynářovu snahu ovlivňovat člena Ústavního soudu a předsedu Nejvyššího správního soudu ve sporech, na nichž měl Hrad zájem. Přes počáteční Zemanovo tvrzení o odvolání Mynáře v případě nezískání prověrky na stupeň „přísně tajné“, tlumočil po stažení stížnosti prezidentovo vyjádření mluvčí Jiří Ovčáček s tím, že případ byl uzavřen, důvěra v Mynáře nebyla ohrožena a platná prověrka na stupeň „vyhrazené“ je dostačující.

### Majetkové přiznání
Mynář jakožto vedoucí kanceláře prezidenta Zemana odmítal majetkové přiznání zveřejnit s tvrzením, že v zákoně údajně neuvádí, jakému úřadu ho má poslat. Poté, co mu to nařídil soud, nahrál přiznání do elektronického systému ministerstva spravedlnosti, a to 30. listopadu 2017, poslední den zákonem stanovené lhůty. Podle deníku MF DNES Mynář v roce 2017 vlastnil 125 pozemků, akcie firem Unipetrol a Pražská teplárenská, zhruba 13,5 milionu korun na bankovním účtu, přičemž 60 milionů půjčil svým firmám.

### Ovlivňování justice
Počátkem roku 2019 byly v médiích uveřejněny články a rozhovory se soudci, kteří uváděli, že se je Mynář snažil ovlivnit v rozhodování o konkrétních kauzách. Prezident Zeman se Mynáře zastal a prohlásil, že nikoho neovlivňoval. Senátor Václav Láska (SEN 21), platforma Rekonstrukce státu a nejmenovaný občan na něj podali tři trestní oznámení pro podezření z možných neoprávněných zásahů do nezávislosti soudu. V polovině února 2019 státní zástupce uvedl, že trojici oznámení postoupil Národní centrále proti organizovanému zločinu (NCOZ).

### Nestandardní aktivity
Podle diplomatických zdrojů si Mynář objednal na čínské ambasádě výhružný dopis, který varoval senátora Jaroslava Kuberu před cestou na Tchaj-wan. V dopise, který postrádá standardní náležitosti jako pozdrav a podpis, pisatel hrozí, že případná cesta tehdejšího šéfa Senátu na Tchaj-wan zhorší vzájemné česko-čínské vztahy a poškodí významné tuzemské exportéry. Dopis po Kuberově smrti zveřejnil jako první deník Aktuálně.cz. Vysvětlení celé záležitosti po Mynářovi později žádal jak nový předseda Senátu Miloš Vystrčil, tak sněmovní zahraniční výbor. Schůzi s výborem Mynář odmítl a na dotazy zaslané ze Senátu odpověděl způsobem, který označil Vystrčil za naprosto nedostačující. K celé situaci vydal Mynář prohlášení, ve kterém své zapojení do celé věci odmítá a zmiňuje svůj nadstandardní až přátelský vztah s bývalým předsedou Senátu, což však rozporovali Kuberův spolupracovník i rodina.

### Podezřelý ze zločinu proti republice
Dne 10. října 2021 (den po volbách do Poslanecké sněmovny) byl prezident Miloš Zeman převezen do nemocnice. Hrad odmítl sdělit, jak na tom prezident Miloš Zeman je, a to dokonce i předsedovi Senátu Miloši Vystrčilovi. Miloš Vystrčil tedy požádal o informace vedení Ústřední vojenské nemocnice, které mu poslalo dne 18. října 2021 dopis, ve kterém bylo sděleno, že prezident Miloš Zeman momentálně není schopen zastávat svoji funkci a že je málo pravděpodobné, že toho bude schopen i v blízké době. Vratislav Mynář měl být podle tohoto dopisu informován o zdravotním stavu prezidenta již dne 13. října 2021. O den později ovšem dovedl k prezidentovi Miloši Zemanovi předsedu Poslanecké sněmovny Radka Vondráčka (bez vědomí lékařů), kterému měl prezident podepsat listinu o svolání ustavující schůze Poslanecké sněmovny na den 8. listopadu 2021 (což bylo zbytečné, protože schůze by se i bez podpisu prezidenta konala 8. listopadu, neboť podle Ústavy pokud prezident nesvolá ustavující schůzi do 30 dnů od voleb, tak se Poslanecká sněmovna může sejít i bez podpisu prezidenta). Policie vyšetřuje, zda došlo ke spáchání trestného činu proti republice.

### Odchod z funkce
Z důvodu uplynutí mandátu prezidenta Miloše Zemana oznámil Mynář rezignaci na funkci k 9. březnu 2023. Ve funkci ho nahradila Jana Vohralíková, kterou si jako hradní kancléřku vybral prezident Petr Pavel.

### Hospodaření
Vedoucí kanceláře prezidenta republiky je zodpovědný za obstarávání věcí spojených činnostmi prezidenta republiky. Vykonává právo hospodaření k movitým věcem, které souvisejí s činností prezidenta. Po desetiletém výkonu funkce vedoucího Kanceláře (několik dní před svou rezignací) podal Mynář trestní oznámení na své podřízené kvůli podezření z majetkové a hospodářské trestné činnosti. Podezření se týkají rekonstrukce Vikárky či evidence alkoholu ve skladu lánského zámku. 
Daleko větší nesrovnalosti jsou s alkoholem ve skladu prezidentských darů, za který byl přímo odpovědný právě bývalý kancléř: láhev slivovice za 2 600 Kč nebo láhev medoviny za cca 2 000 Kč. Celkem 732 láhví za 1,8 milionů Kč od zlínského autobazaru, který nemá na prodej lihovin koncesi. Nejednalo se však pouze o alkohol. Bez výběrových řízení se nakupovaly další věci do skladu v celkové hodnotě 23 milionů Kč. Tyto nákupy se neobjevily v registru smluv, protože jednotlivé objednávky na láhve nebo šperky Hrad rozdělil tak, aby se vždy vešly do padesátitisícového limitu. Reportéři webu Seznam Zprávy to zjistili až z dokumentů získaných na základě zákona o svobodném přístupu k informacím.

## Podnikání
Dne 13. října 2003 se stal předsedou dozorčí rady akciové společnosti Českomoravská železárenská, která byla v té době jediným vlastníkem společnosti Petrcíle. O měsíc později se stal místopředsedou představenstva nově založené akciové společnosti Chata Kopřivná. V dubnu roku 2004 rozhodčí soud přiznal Petrcíli právo na náhradu škody za zrušenou smlouvu o prodeji akciového podílu v Nové huti ve výši dvou miliard korun. 12. července 2004 se Mynář stal jednatelem společnosti Petrcíle, ve které získal 11 % podíl. Vlastníkem byl jen několik týdnů, svůj podíl prodal společnosti Chata Kopřivná. Dozorčí radě Českomoravské železárenské předsedal do roku 2005.
Od června 2009 do května 2012 byl místopředsedou představenstva brněnské akciové společnosti Tessile ditta services, která se podílela na vymáhání pokut udělených revizory Dopravního podniku hl. m. Prahy.
Server iDNES.cz v září 2012 uvedl, že se Mynář z podnikání zná s lobbistou Miroslavem Šloufem, s nímž tráví i dovolenou. „Už asi od roku 2005 jezdíme všichni společně na vodu,“ citoval server Šloufa.
Dne 5. ledna 2015 bylo zjištěno, že koupil vilu ve Strašnicích od právníka Víta Širokého (mj. obhájce Romana Janouška) za 5,5 milionu korun, přičemž ještě v roce 2005 stála 8,25 milionu korun. Tento fakt vyvolal určité kontroverze. Mynář i Široký se hájili tím, že objekt je v havarijním stavu.
V Osvětimanech vlastnil k únoru 2019 krom jiného lyžařský park, srub a penzion, v němž mimo jiné hostil prezidenta Zemana. Podle zjištění pořadu České televize Reportéři ČT, které v únoru 2019 publikoval Deník N, tam Mynář vybudoval zhruba v polovině prvního desetiletí 21. století rybník, z nějž následně částečně zasněžoval svoji sjezdovku – podle médií bez povolení.
Podle deníku MF DNES rovněž obdržela Mynářova firma Ski-Moravia v roce 2008 dotace na zasněžování sjezdovky s vlekem u nedaleké Nové Lhoty. Také tam byla načerno vybudována vodní nádrž, z níž měla být čerpána voda k zasněžování, protože se však nacházela v zóně nejpřísnější ochrany na území chráněné krajinné oblasti Bílé Karpaty, správa CHKO k takovému využití nevydala povolení. V roce 2013 Mynář svůj podíl ve společnosti Ski-Moravia přepsal na Aleše Pfeffera, pozdějšího starostu Osvětiman za SPO.

## Trestní stíhání
Koncem dubna 2019 podala organizace Transparency International na Mynáře trestní oznámení, a to kvůli údajnému podvodu s dotacemi v hodnotě 32 milionů korun na stavbu penzionu v Osvětimanech v roce 2011. Příjemci dotací byl spolek založený Mynářem a firma vlastněná Mynářem. V letech 2007 a 2008 získalo občanské sdružení Chřibák, které bylo založeno několika lidmi z Osvětiman v čele s Mynářem, od ministerstva školství dotace ve výši 26 milionů Kč na stavbu sportovní ubytovny, tu však nedokončilo a hrubou stavbu pronajalo za 30 tis. Kč ročně Mynářově firmě Clever Management. V podmínkách státní dotace přitom bylo splnění dotovaného projektu, doložené kolaudací ubytovny. Zároveň zakazovaly jakýkoli převod nemovitosti na soukromou osobu či její pronájem. Firma Clever Management vlastněná Mynářem pak získala dalších 6 milionů Kč z Regionálního operačního programu Střední Morava, za něž došlo k přestavbě ubytovny na wellness penzion, firma přitom údajně zatajila skutečnost, že již na stavbu šly veřejné prostředky. Právník Transparency International Jan Dupák uvedl, že se kancléř dopustil trestných činů dotačního podvodu a poškození finančních zájmů Evropské unie.
Policie poté Mynářovi sdělila obvinění z trestného činu poškozování finančních zájmů Evropské unie. V dubnu 2024 Krajské státní zastupitelství v Brně potvrdilo, že policie předložila spis státnímu zástupci s návrhem na podání obžaloby, na konci dubna 2024 byl obžalován z dotačního podvodu a z poškozování finančních zájmů Evropské unie.
Dne 15. října 2024 začalo u Krajského soudu ve Zlíně přelíčení, během nějž Mynář trval na své nevině. Dne 15. ledna 2025 Krajský soud ve Zlíně ho nepravomocně zprostil obžaloby. V březnu 2025 odložila Policie vyšetřování tří různých kauz týkajících se Mynáře.